# Pseudimbrasia deyrollei
Espèce
Synonymes
- Saturni deyrollei Thomson, 1858 (protonyme)

Pseudimbrasia deyrollei est une espèce d'insectes lépidoptères (papillons) de la famille des Saturniidae.
Elle doit son nom à Henry Deyrolle qui a rapporté l'holotype, un mâle, du Gabon.

## Répartition
Cette espèce vit en Afrique.

## Publication originale
- James Thomson, Archives entomologiques, ou recueil contenant des illustrations d'insectes nouveaux ou rares, t. 2, Bureau du trésorier de la société entomolique de France, 1858, 469 p. (lire en ligne), p. 344-345, planche I